# Patellofemoralt smärtsyndrom
Patellofemoralt smärtsyndrom (PFSS) är en överbelastning av knät som ger smärta vid knäskålen, och som typiskt uppkommer som idrottsskada eller arbetsskada. Det är ett av de vanligaste knäproblemen.

## Symtom
Knäsmärtan vid PFSS är lokaliserad vid knäskålen, och kan antingen drabba ena eller båda knäna. Smärtan brukar tillta när personen går i trappor, i synnerhet nedåt, eller vid långvarigt sittande. Smärttypen som regel molande, men kan också vara skarp eller brännande. Det kan kännas som om knäna ska vika sig. Knät kan kännas stelt. Svullnad förekommer emellertid sällan vid PFSS.
Tillståndet uppkommer när knät belastas mer, antingen ifråga om att belastningen är mer långvarig eller att belastningen är större, vilket kan uppkomma när man börjar med en ny träning eller ökar intensiteten. Det kan exempelvis handla om att börja jogga, då knät måste böja sig. Ofta är belastningen repetitiv. Smärtan kan uppkomma under aktiviteten eller strax därefter (undantagsvis dagen därpå).

## Orsaker och riskfaktorer
Det råder stor oenighet om vad PFSS beror på. Riskfaktorer innefattar överbelastning, skada eller muskelproblem i området, dåliga skor och hypermobilitet i knät.

## Epidemiologi
PFSS drabbar oftare yngre personer, och det är något vanligare bland kvinnor än män. Ungefär 20 % yngre vuxna drabbas av PFSS, vilket i synnerhet gäller fysiskt aktiva personer.